# Plectogasterini
Plectogasterini es una tribu de escarabajos longicornios.

## Géneros
- Charassonotus Quentin & Villiers, 1969
- Chasmogaster Quentin & Villiers, 1969
- Cheilacanthus Quentin & Villiers, 1969
- Jadotia Meunier, 2008
- Neoclosterus Heller, 1899
- Plectogaster Waterhouse, 1881
- Scatogenus Quentin & Villiers, 1969
- Schizogaster Quentin & Villiers, 1969